# Polski Przegląd Dyplomatyczny
Polski Przegląd Dyplomatyczny (ang. The Polish Diplomatic Review) – kwartalnik o nakładzie 450 egz., wydawany od 2001 do 2012 przez Polski Instytut Spraw Międzynarodowych. Wydawanie pisma wznowiono w 2016 roku. Pismo podejmuje zagadnienia stosunków międzynarodowych, dyplomacji oraz problematykę europejską itp. w kontekście spraw polskich. Swym tytułem nawiązuje do „Polskiego Przeglądu Dyplomatycznego” wydawanego w latach 1919–1921. Publikowane teksty powstają na zamówienie redakcji, z inicjatywy autorów oraz z zapisów dyskusji przeprowadzonych w redakcji.

## Redakcja
- Redaktor naczelny: Sławomir Dębski[1]
- Sekretarz redakcji: Arkadiusz Legieć
- Członkowie redakcji: Łukasz Adamski, Karolina Borońska-Hryniewiecka, Łukasz Jasina,  Adam Eberhardt, Jacek Foks, Mateusz Gniazdowski, Sebastian Płóciennik, Rafał Tarnogórski, Ernest Wyciszkiewicz[1].